# مهمانسرای جامائیکا (فیلم)
مهمانسرای جامائیکا (انگلیسی: Jamaica Inn) فیلمی در ژانر دلهره آور ماجراجویی به کارگردانی آلفرد هیچکاک و اقتباسی از رمان مشهور دافنه دوموریه به همین نام است(مهمان‌خانه جامائیکا) که در سال ۱۹۳۹ منتشر شد. این فیلم پیش از ربکا و پرندگان ، اولین اثر از سه اثر دافنه دوموریه است که هیچکاک از آن ها برای ساخت فیلم اقتباس کرده است. از بازیگران آن می‌توان به چارلز لوتن، مورین اوهارا و جان لانگدن اشاره کرد.